# 村田あつき
村田 あつき（むらた あつき、1990年10月4日 - ）は、日本の男性声優。以前は劇団日本児童に所属していた。東京都品川区出身。

## 出演
太字はメインキャラクター。

### 劇場アニメ
- NITABOH 仁太坊-津軽三味線始祖外聞（仁太郎〈少年期〉[1]）

### 映画
- 茶の味（村上）

### ゲーム
- ソニックシリーズ（テイルス）
  - ソニックシャッフル
  - ソニックアドベンチャー2
  - ソニックアドベンチャー2 バトル
- ぼくのなつやすみ2 海の冒険篇（ボク）

### 吹き替え
- アーネスト キャンプに行く! ※ディズニーXD版
- ノートルダムの鐘II（ゼファー）

### テレビドラマ
- 警察署長・たそがれ正治郎
- 幸福の明日（松田光太郎）

### CM
- ライオン・キングCM